# Dichrorampha acuminatana
Dichrorampha acuminatana là một loài bướm đêm thuộc họ Tortricidae. Nó được tìm thấy ở châu Âu và Cận Đông.
Sải cánh dài 10–15 mm. Con trưởng thành bay từ tháng 5 đến tháng 9. .
Ấu trùng ăn Leucanthemum vulgare và Tansy.

## Hình ảnh

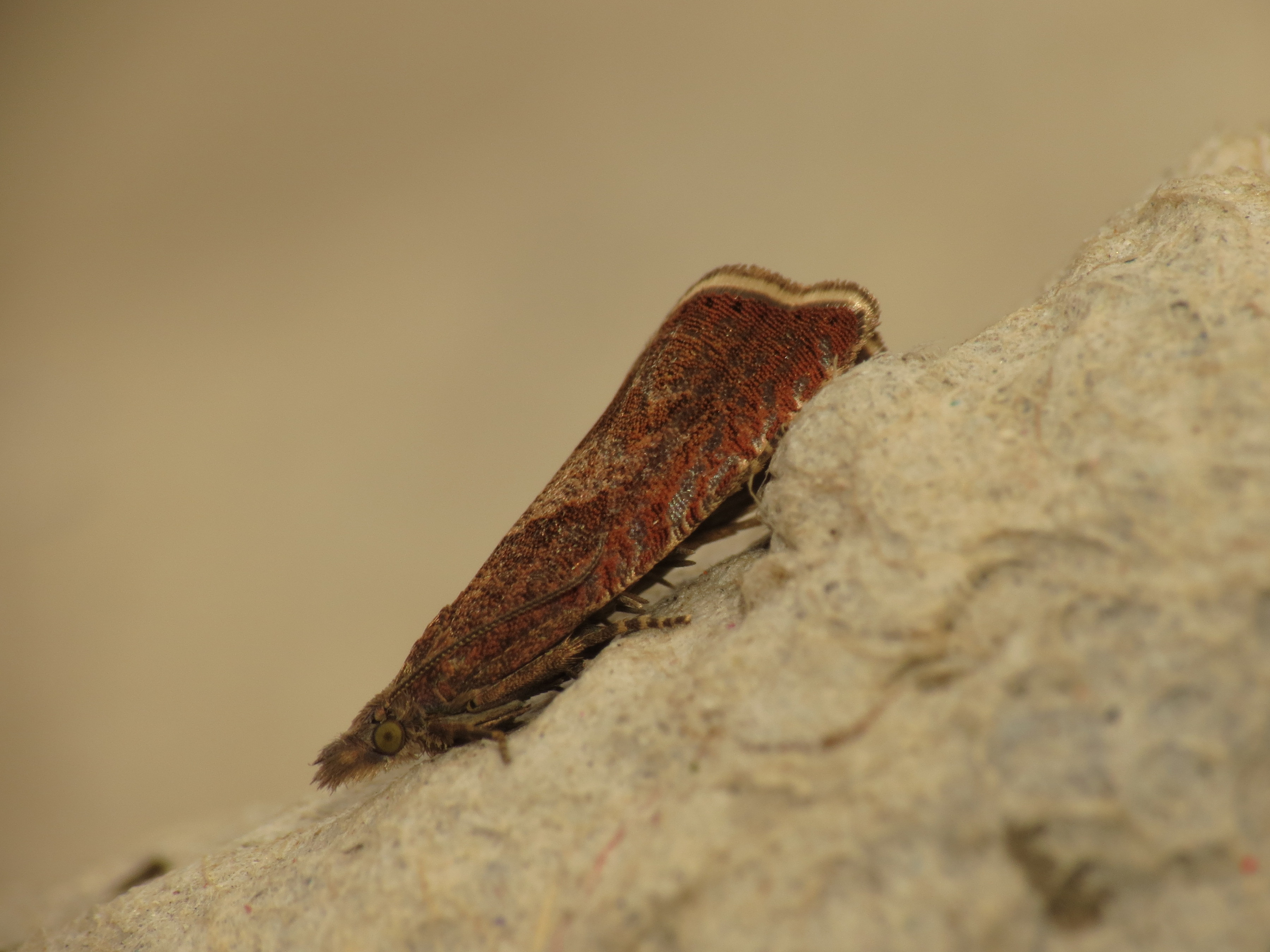
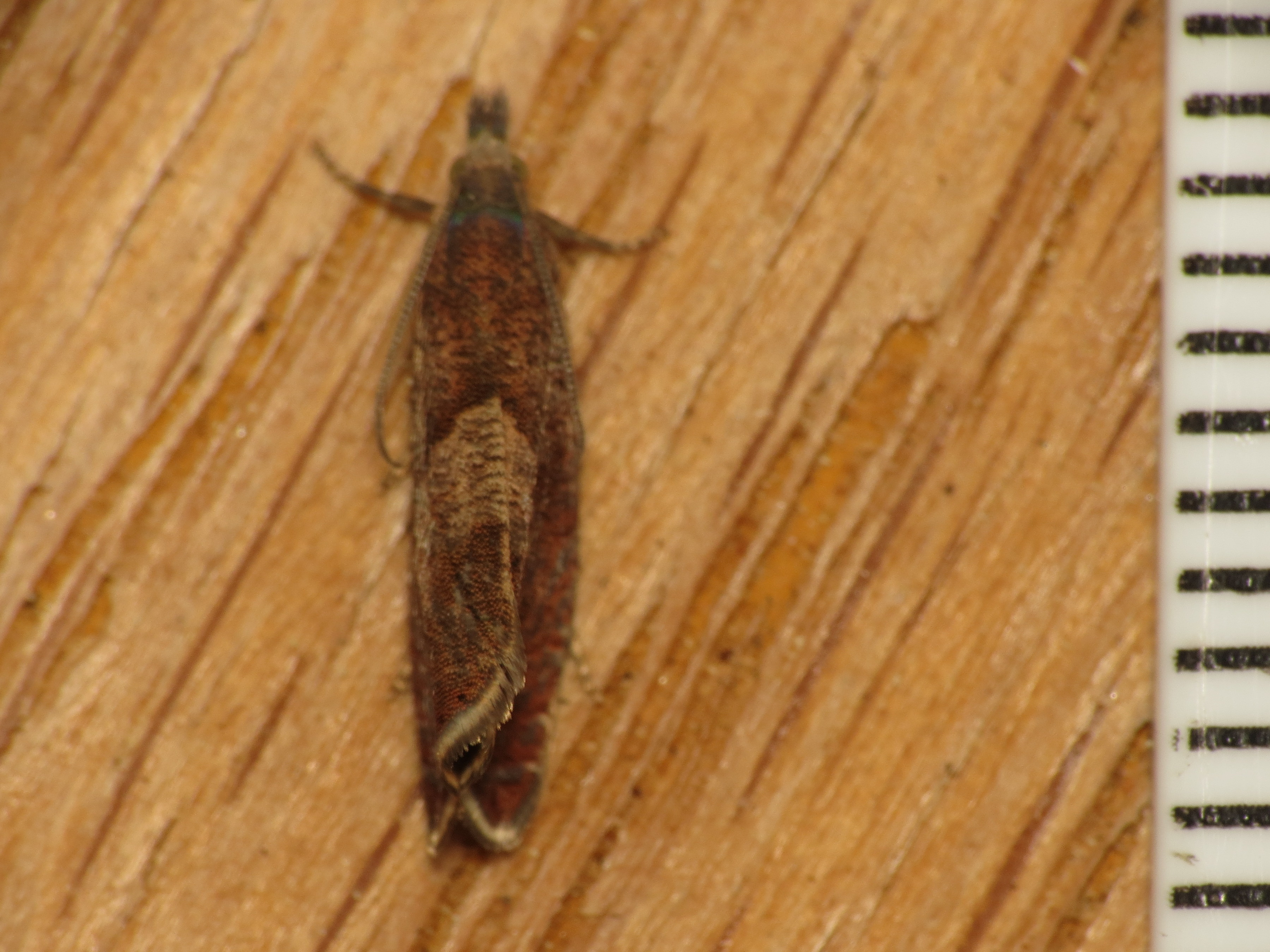
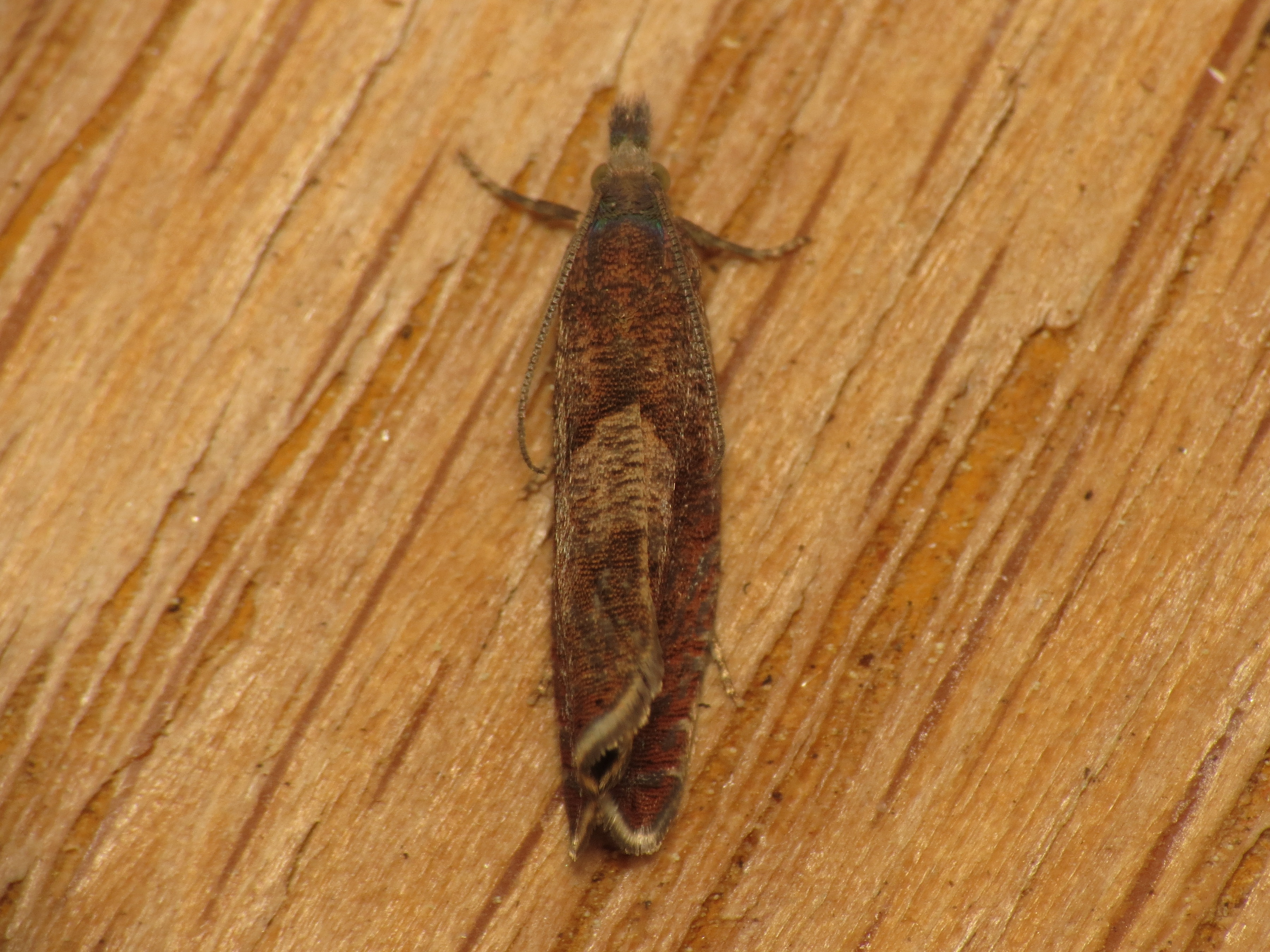
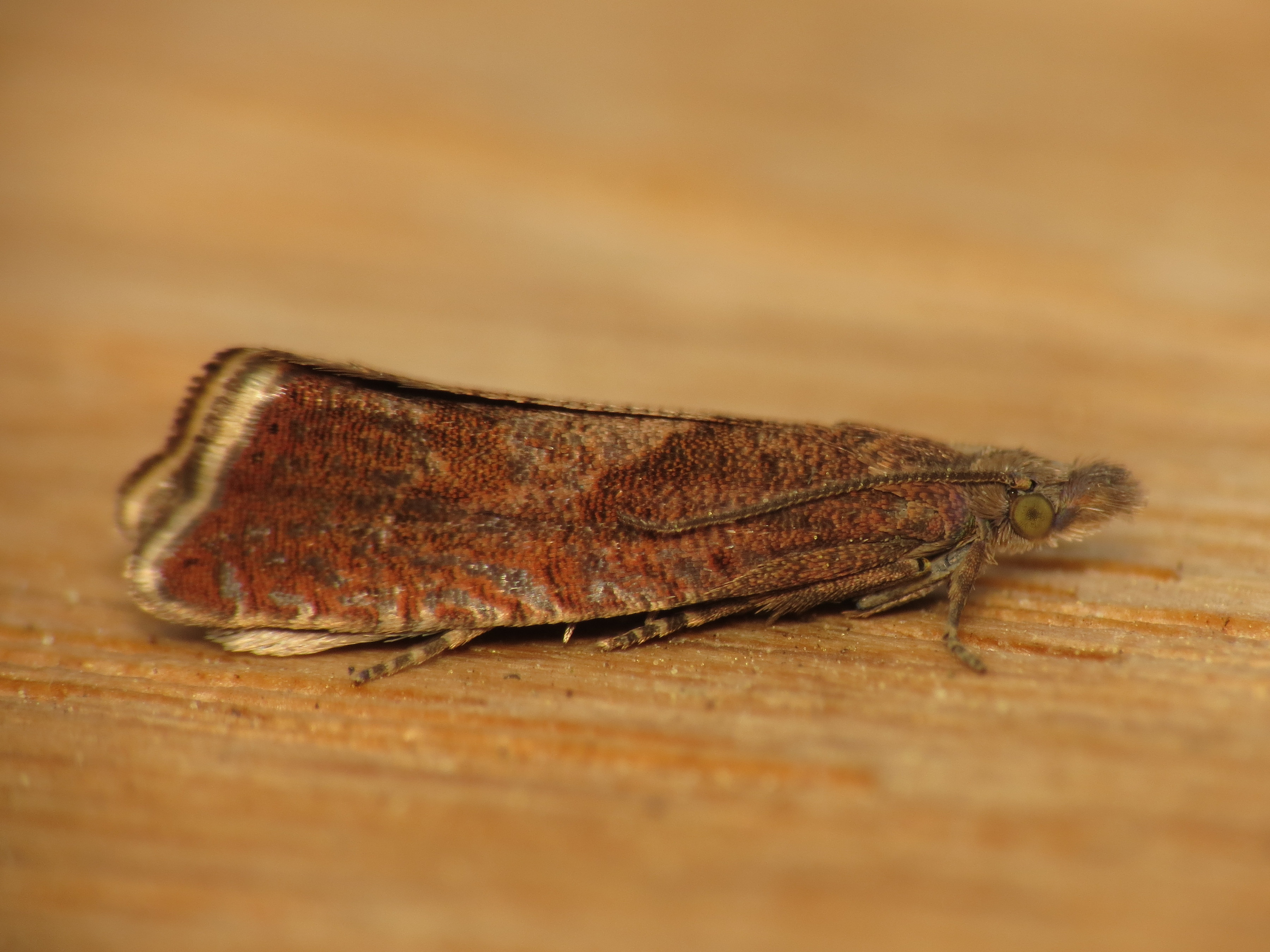